# تمام رعد
تمام رعد مهندس مدني وسياسي سوري، يشغل منصب وزير الموارد المائية منذ 30 أغسطس 2020.